# Organo della chiesa dei Santi Vincenzo e Lorenzo a Backemoor

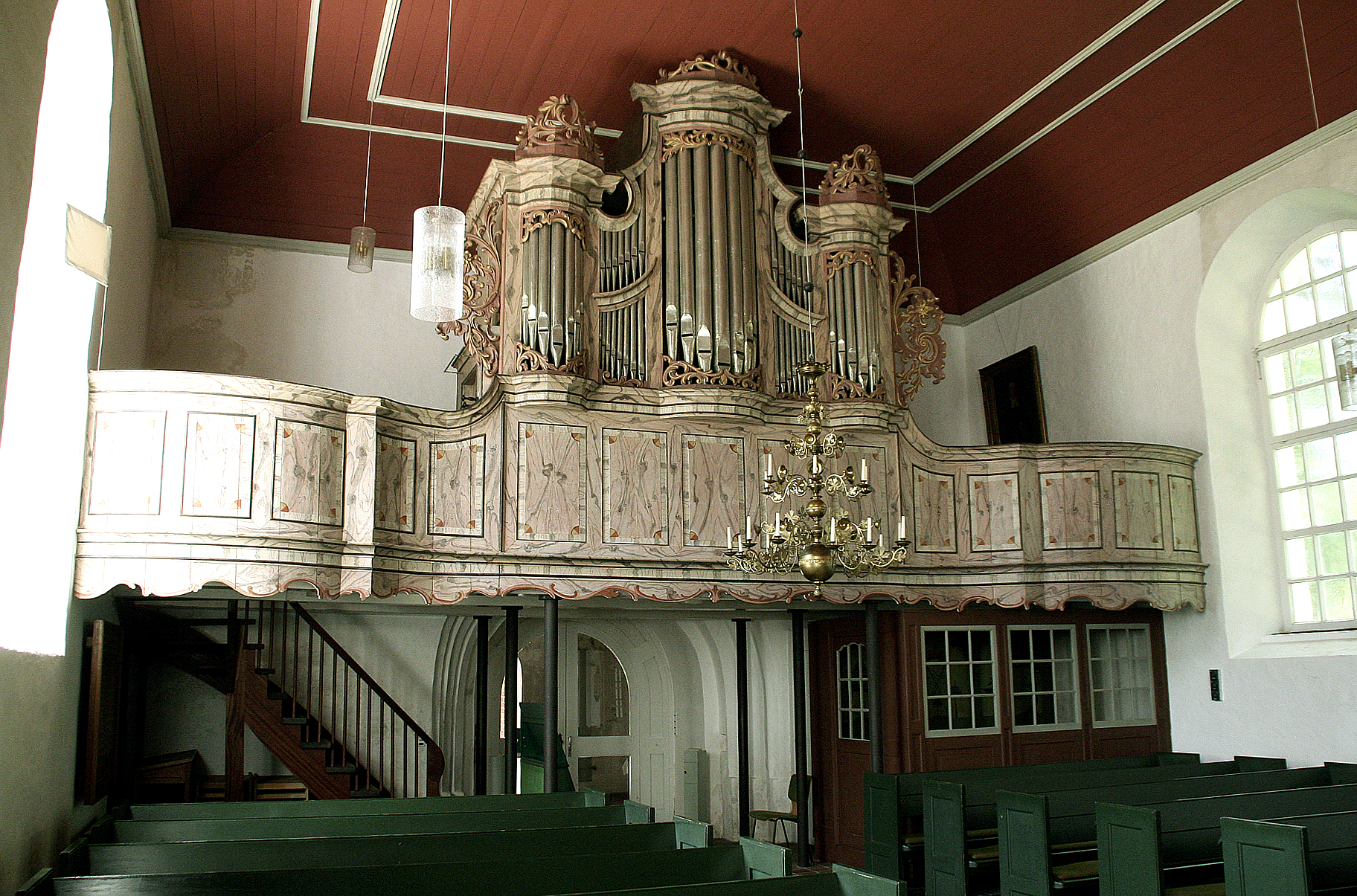
L'organo della chiesa dei Santi Vincenzo e Lorenzo a Backemoor.

Con organo della chiesa dei Santi Vincenzo e Lorenzo ci si riferisce a un organo costruito a Beckemoor, in Germania.

## Storia
L'organo venne realizzato nel 1783 da  Johann Friedrich Wenthin. Lo strumento, dotato di dodici registri, un manuale e pedaliera non indipendente, è l'unico organo della Frisia orientale ad avere un registro di viola da gamba originale del XVIII secolo. Il prospetto, costituito da un corpo centrale e due torri laterali, è tipico del barocco nordico.
Johann Diepenbrock, nel 1887, montò un nuovo manuale, una nuova trasmissione, mantici nuovi e nuove canne portavento. Diepenbrock, inoltre, rinnovò il bordone da 16', che non era più funzionante, e riparò il bordone da 8'.
La Furtwängler & Hammer, nel 1934, sostituì le canne di Diepenbrock, realizzò una nuova tromba da 8' e un nuovo regale da 8'. Nel 1972, a causa di alcuni lavori all'interno della chiesa, l'organo venne completamente smontato, per poi tornare al suo posto l'anno seguente. 
Nel 1974 furono riparate alcune canne della facciata, venne installato un mantice elettrico e furono riparati alcuni registri. Nello stesso anno la cassa venne dipinta con il colore attuale. Alfred Führer, fra il 1978 e il 1982, compì un restauro filologico completo, ricostruendo tutte le canne secondo i progetti del 1783 e riportando lo strumento alle sue condizioni originarie. 
Gli ultimi interventi conservativi vennero effettuati nel 2004 e nel 2008 da Mense Ruiter.

### Caratteristiche tecniche
Attualmente l'organo è a trasmissione interamente meccanica, l'aria è fornita da due mantici a cuneo, la pressione del vento è di 91 mm in colonna d'acqua, il corista del La corrisponde a 463 Hz e il temperamento è inequabile. La disposizione fonica è la seguente:
| Manuale C-c3   |     |     |
| Principal      | 8'  | W   |
| Bordun         | 16' | F   |
| Viola de Gamba | 8'  | W   |
| Gedact         | 8'  | W/F |
| Octav          | 4'  | W   |
| Flöte          | 4'  | W   |
| Nassat         | 3'  | W   |
| Octav          | 2'  | W   |
| Mixtur         | IV  | W   |
| Cornett        | III | W   |
| Trompete       | 8'  | F/R |
| Vox angelica   | 8'  | R   |

| Pedaliera                      |
| Costantemente unita al manuale |

W = Johann Friedrich Wenthin (1783).
F = Alfred Führer (1978-1982).
R = Mense Ruiter (2008).